# Sergi Pompermayer
Sergi Pompermayer (Barcelona, 27 de novembre de 1967) és un dramaturg català.

## Trajectòria
Comença com a actor al teatre d'aficionats, on també dirigeix alguna peça. Més endavant combina els seus estudis de veterinària amb les classes d'interpretació al Col·legi de Teatre de Barcelona. La seva primera obra publicada és Zowie, que obté el XXV Premi de Teatre Ciutat d'Alcoi i el Premi de la Crítica teatral (1995) i s'estrena al teatre Lliure sota la direcció de Lluís Homar. Posteriorment es va estrenar a Irlanda, Portugal i Mèxic. També ha escrit Àngels (estrenat al Tívoli), Refugiats (estrenada al TNC sota la direcció de David Plana), també estrenada a la República Txeca i de la qual se'n va fer una versió radiofònica, El sexe dels objectes (lectura dramatitzada al TNC), Cafè (estrenada al teatre Tantarantana), Canguelis (text escrit per la Companyia Vol-Ras amb direcció de Jordi Puntí), Top Model, Llum de Guàrdia (escrita conjuntament amb Julio Manrique i estrenada al Teatre Romea), i New Order (estrenada a la Sala Flyhard i posteriorment a Madrid i Mèxic). Ha realitzat les dramatúrgies de Timó d'Atenes de William Shakespeare i de Don Joan de Molière, totes dues dirigides per David Selvas i estrenades respectivament al Festival Shakespeare i al Teatre Nacional de Catalunya, així com de El misàntrop també dirigida per David Selvas i estrenada al teatre Lliure de Barcelona. També ha treballat a la ràdio i a la televisió com a guionista de diversos shows i programes de ficció. Entre d'altres, Plats bruts, La Cosa Nostra, Moncloa ¿dígame?, 7 de notícies, Jet lag., L'un per l'altre, Lo Cartanyà, La Sagrada Família i La Riera.